# بلال الشامي
بلال إبراهيم شامي (18 آذار / مارس 1969 - )، ممثل وصاحب فرقة شعبية عراقي، ولد في بغداد بالعراق، ثم انتقل إلى العيش في الكويت.

## أعماله
- الناس أجناس 2
- هاي فايف
- ساهي وفاهي
- عيني عينك 3
- موزه و لوزه
- بلا هوية
- عيال الفقر
- تاكسي تحت الطلب
- أوه يا مال
- أسد الجزيرة
- غلطة عمر
- قرقيعان 3
- زينة الحياة
- أحلام طواش
- أوه يا الكرة
- طبق الأصل
- كرت أحمر
- دموع الرجال
- قرقيعان 1
- باربي والفتى الشجاع
- مدينة الأمان
- عشوق
- داووديات
- الخطر معهم
- بيكاتشيو
- كوكب تلي تبيس
- كاسبر
- روبن هود
- غنائيات
- طيور الجوارح
- صافي طار
- فرفش
- علاء الدين 92
- الخروج من الهاوية
- مخروش طاح بكروش
- حبابة وحمارة القايلة
- أولاد جحا
- عنترة بن شداد
- عنتر بني شداد
- بسام في وادي السمك
- سنووايت في قرية السنافر (مسرحية)[2]